# Sing Loud Sing Proud
Sing Loud, Sing Proud! es el tercer álbum de la banda procedente de Boston de punk rock Dropkick Murphys. Un hecho importante en la elaboración de este disco es el baile de personas que supuso en el grupo: el guitarrista Rick Barton deja la banda y su puesto lo ocupa James Lynch, guitarrista de The Ducky Boys, otra banda de punk rock de Boston. Además, la banda recluta a un joven de 17 años, Marc Orrel como guitarra principal y como eventual acordeonista, instrumento en el que es autodidacta. También se suma al proyecto de manera permanente, Robbie Mederios, más conocido por Spicy McHaggis, con su gaita. Ryan Foltz aportará la mandolina y las flautas.
El álbum cuenta con las colaboraciones de Shane McGowan, vocalista de The Pogues y de Colin McFaulll de Cock Sparrer. Incluye una nueva versión de un antiguo tema suyo Caps And Bottles. Además, el disco también incluye versiones de clásicos irlandeses del folk: The Rocky Road to Dublin y The Wild Rover. Los vídeos musicales que salieron fueron de las canciones The Spicy McHaggis Jig, The Gauntlet y The Wild Rover.

## Canciones
1. "For Boston" – 1:33
2. "The Legend of Finn MacCumhail" – 2:14
3. "Which Side Are You On?" – 2:28
4. "The Rocky Road to Dublin" – 2:37
5. "Heroes from our Past" – 3:31
6. "Forever" – 3:08
7. "The Gauntlet" – 2:49
8. "Good Rats" – 3:03
9. "The New American Way" – 3:32
10. "The Torch" – 3:17
11. "The Fortunes of War" – 2:43
12. "A Few Good Men" – 2:36
13. "Ramble and Roll" – 1:59
14. "Caps and Bottles" – 2:41
15. "The Wild Rover" – 3:25
16. "The Spicy McHaggis Jig" – 3:27

Todas las canciones están compuestas por el grupo salvo: For Boston, T.W. Allen; Which Side Are You On?, Florence Reece; The Rocky Road to Dublin y The Wild Rover, tradicionales.

## Componentes
- Al Barr – voz
- Ken Casey – bajo y voz
- Matt Kelly – batería, bodhran y coros
- James Lynch – guitarra y voz
- Marc Orrell – guitarra, acordeón y coros
- Ryan Foltz – mandolina, flauta irlandesa y pulcimer
- Spicy McHaggis – gaitas

## Colaboraciones
- Shane McGowan – voces en Good Rats
- Colin McFaull – voces en Fortunes of War
- Desi Queally – voces en Rocky Road to Dublin
- Jim Siegal – ingeniero

- Datos: Q1934113